# René Enjubault de la Roche
René-Urbain-Pierre-Charles-Félix Enjubault de la Roche (18 mai 1737, Laval - 13 février 1794, Laval), est un homme politique français.
Juge du comté de Laval, il est député du tiers état aux États généraux de 1789 pour la sénéchaussée du Mans, siégeant dans la majorité. Il est ensuite président du tribunal de Laval. Suspect sous la Terreur, il est condamné à mort et exécuté.

## Biographie

### Origine
Il est né à Laval où son père était juge ordinaire criminel. Il est licencié en droit de la faculté de Paris en 1762 et avocat en parlement, se fit inscrire le 22 juin 1762 au siège ordinaire de Laval. Il exerce tout d'abord comme avocat fiscal, avant d'entrer dans la justice seigneuriale. Il est un des membres fondateurs de la Société du Jardin Berset en 1763. Il épousa en 1763, à Ballée, sa cousine germaine, Catherine-Françoise Enjubault, âgée de 22 ans, et fille de Pierre-René Enjubault, maire de Château-Gontier. Avocat fiscal de Laval en 1774, procureur-marguillier de la Trinité en 1777, il succéda le 14 mai 1787 à M. Le Clerc de la Sandraie, juge ordinaire civil au comté-pairie et président de la chambre des comptes.
Il est en 1787 juge-ordinaire civil du comté-pairie de Laval et président de la chambre des comptes du seigneur de Laval : Jean-Bretagne-Charles de La Trémoille.
Plusieurs membres de sa famille participèrent à la Révolution française. 
- René Enjubault[2], avocat en parlement, époux de Louise Gaudin
  - Jacques Enjubault, sieur de la Bizollière, fils aîné, fut échevin de Laval en 1722, et eut sa sépulture aux Cordeliers de Laval en 1728, deux ans avant Charlotte Duchemin, sa femme. Ses dix enfants renoncèrent à sa succession[1].
  - Pierre Enjubault de la Roche, frère du précédent, prit le premier le titre de sieur de la Roche, aussi connu depuis que le nom patronymique. Il épousa en 1704, à Ballée, Madeleine-Marquise Berthelot, fille de Michel Berthelot et de Renée Lemotheux, fut avocat, et fonda en mourant, en la Trinité de Laval, la messe des avocats[1].
    - Pierre-René Enjubault, établi à Château-Gontier par suite de son mariage avec Catherine Mocquereau, fut avocat et Maire de Château-Gontier, 1747
      - Catherine-Françoise Enjubault, épouse de son cousin germain René Enjubault de la Roche

    - René Enjubault de la Roche, sieur de la Roche, marié en 1736 avec Marie-Tugale Le Clerc, fille de François Le Clerc, procureur du roi, et d'Anne Frin, plaida sa première cause à Laval le 3 septembre 1735, acquit la charge de juge criminel au siège ordinaire du Comté de Laval le 25 avril 1750, et exerça aussi les fonctions de lieutenant des eaux et forêts et d'auditeur à la chambre des comptes jusqu'à sa mort, arrivée le 4 août 1773[1].
      - René Enjubault de la Roche (1737-1794), Député aux États généraux de 1789, exécuté en 1794.
        - René-Pierre Enjubault de la Roche (1764-1794), exécuté en 1794.
        - Pierre, engagé en 1792, fut tué à la Bataille de Neerwinden le 18 mars 1793.

      - Jean-Baptiste-François Enjubault-Bouessay.
      - Madeleine-Bernardine Enjubault, épouse de Jean-Pierre Sourdille de la Valette
        - Pierre-Jean Sourdille de la Valette
          - Charles-Guillaume Sourdille de La Valette

### Assemblée provinciale
Il est membre de l'assemblée provinciale du Mans le 6 octobre 1787 où il représente le Tiers-État de Laval, en compagnie de François Delauney. Il est désigné  pour faire partie de l'Assemblée de la Généralité de Tours pour les trois provinces le 12 novembre 1787. Il est placé dans le Bureau de l'impôt où il se fait remarquer par ses connaissances étendues et son assiduité au travail.

## États généraux de 1789
En 1788, la prochaine convocation des États généraux de 1789, relance l'ancienne rivalité entre le comté du Maine et le comté de Laval. La crainte de voir le chef-lieu de la province Le Mans l'emporter par son influence dans les élections et faire nommer uniquement des Manceaux, s'empare de tous les esprits. 
Les habitants de Laval adressent à Louis XVI des pétitions pour demander une représentation séparée. René Enjubault de la Roche est à la tête de ce mouvement, s'il n'en est pas l'inspirateur. Le 14 octobre 1788, il adresse au garde des sceaux une lettre dans laquelle il insiste pour obtenir une réponse favorable à la requête présentée au roi par ses concitoyens. La réponse est négative. Mais le soutien de cette cause augmente encore sa popularité auprès de ses concitoyens.
Envoyé comme électeur par la ville de Laval à l'assemblée du Mans, le 9 mars 1789, il y prit bientôt une influence prépondérante carfFace à ce refus, une entente se produit entre les différents districts du Bas-Maine pour tenter de faire élire quelques députés, de façon que chaque partie de la province du Maine soit représentée dans la députation.  
René Enjubault de la Roche est nommé l'un des vingt-quatre commissaires chargés de la rédaction du cahier de doléances de la province du Maine. Il fut élu, le 20 mars 1789, le premier de ses députés. Marius-Jean-Baptiste-Nicolas d'Aine, intendant de la généralité de Tours lui donne cette note : « On le dit fort instruit. »

### États généraux de 1789
Le choix des députés aux États généraux de 1789 se fait à deux degrés : Le tiers-état, nomme le 6 mars, dans le réfectoire de l'église des Cordeliers de Laval, les délégués qui doivent aller au Mans consommer l'élection le 9 mars 1789. Les suffrages désignent en premier René Enjubault de la Roche. Les électeurs le nomment député dès le premier tour de scrutin dans la séance du 20 mars.

### Député du tiers-état
Il est député du tiers-état aux Etats généraux de 1789. Iil fut tout de suite le représentant le plus en vue du tiers-état de sa province. Le 12 mai 1789, à la tête de ses collègues, il remercia le clergé des honneurs rendus à Gilles-René Héliand, député du Mans, décédé à Versailles, par un discours inséré dans le Procès-verbal historique des actes du clergé. 
Le 8 juin 1789, il est nommé membre du bureau de l'Assemblée. Le 12 juin 1789, il fait partie de la députation envoyée à l'Ordre de la Noblesse pour inviter ses membres à venir dans la salle des États, où se réunissaient les députés des communes, pour faire vérifier leurs pouvoirs en commun. Dès que les travaux de l'assemblée furent commencés, il prit part à toutes les questions avec une compétence universellement reconnue. 
Membre de l'Assemblée constituante de 1789, il prend la parole le 12 septembre 1789 dans la discussion qui s'éleva sur la sanction royale et sur le point de savoir jusqu'où s'étendrait le droit de veto accordé au roi par la nouvelle Constitution. Il concluait en faveur du veto suspensif.

### Comité des domaines
Le 9 octobre suivant, il est désigné pour faire partie du Comité des domaines, dont il est un membre les plus distingués et les plus instruits.
Les travaux d'Enjubault-la-Roche sur le domaine national français et la législation domaniale sont demeurés la base fondamentale de cette partie importante du Droit français. Ils restent encore fréquemment consultés jusqu'au XIXe siècle. Les principes émis par Enjubault sont demeurés la base de cette partie du droit français ; ce qui n'empêchait pas leur auteur de reconnaître que les chefs des diverses commissions étaient aussi inexpérimentés que ceux qui les consultaient et que tous étaient « les Christophe Colomb, après lesquels viendront, écrivait-il à un compatriote, des Cook plus heureux. »

### Constituante
Sa connaissance lui fait confier la rédaction d'un grand nombre de rapports parmi les plus importants de l'Assemblée nationale :
- Le 13 novembre 1789, il rédige un rapport, imprimé à l'imprimerie nationale en 1790[1] (32 p. in-8°)
- Le 25 février 1790, Sur l'abolition du droit d'aînesse pour les biens nobles et pour les biens censifs, lors de la discussion sur les biens féodaux de main-morte, il parait à la tribune pour demander, au nom de ses commettants, l'abolition du droit d'aînesse, soit pour les biens nobles, soit pour les biens censuels ;
- Le 17 avril 1790, Sur le domaine de la Couronne, il dépose un projet de décret[11] sur le domaine de la Couronne et prenait plusieurs fois la parole dans la discussion qui s'ouvrit le 9 mai suivant.
- Le 31 juillet 1790, Sur les apanages des princes, il dépose un autre rapport, suivi d'un projet de décret, lus seulement dans la séance du 13 août, sur les apanages des princes[12]. Ce décret, supprimant les apanages et pour le présent et pour l'avenir, accordait à chacun des trois princes apanages, tant à titre de remplacement que d'indemnité, une rente de un million pour chacun d'eux.
- Le 8 octobre 1790, Sur l'exploitation des forêts des apanagistes, il faisait un nouveau rapport[13] sur l'exploitation des forêts des apanagistes
- Le 8 novembre 1790, Sur le domaine national et sur la législation domaniale, il dépose un long rapport[14] sur le Domaine national et sur la législation domaniale, suivi d'un projet de décret, en trente-neuf articles, dont la discussion, quittée et reprise, suivant les nécessités de l'ordre du jour, se continua jusqu'au 22 novembre.
- Le 20 décembre 1790, Sur la fixation de la rente apanagère, il soumet à l'Assemblée nationale un nouveau rapport, suivi d'un projet de décret[15], sur la fixation de la rente apanagère et sur le chiffre de l'indemnité qui devait être accordée aux trois princes apanagers[16]. Louis-Henri Duchesne de Voiron, intendant de Madame, répondit le 10 mars 1791 par un mémoire de 6 pages, au rapport fait par le député, et fit remarquer que ces dotations étaient restées les mêmes que sous Louis XIV malgré la dépréciation de l'argent, et que les princes avaient peine à soutenir leur rang[1].
- Le 22 décembre, il obtient un congé d'un mois, qui est prolongé jusqu'au 25 février 1791[17].

Il est nommé le 23 mai 1791, secrétaire de l'Assemblée nationale.
Il reprend ses travaux dans le comité des Domaines, qui lui confie de nouveau la rédaction de nombreux rapports. Le plus important est celui qu'il dépose dans la séance du 27 septembre 1791, sur l'échange de la principauté de pays de Dombes et l'acquisition des terres de Lorient et Recouvrance. Mais l'Assemblée était à la veille de se séparer et, sur la proposition de François Denis Tronchet, l'affaire est renvoyée à la prochaine législature (Assemblée nationale législative).
De même, un certain nombre de rapports et de projets de décrets, parmi lesquels deux au moins préparés par Enjubault-la-Roche restaient en état : le premier concernant les échangistes de biens nationaux et le deuxième, des échanges de terrains dans la forêt de Senonches.

### Laval
Les électeurs donnent une nouvelle administration municipale le 28 février 1790. François Hubert, chirurgien, est élu maire de Laval, et René Enjubault de la Roche, procureur de la commune. 
Après la session parlementaire de la Constituante, il s'occupe uniquement du tribunal de district dont il avait été nommé membre lors de sa formation, puis président. Il est installé en cette qualité le 28 novembre 1791 et prononce, à cette occasion, un discours qui a été imprimé. 
Membre élu du Conseil général de la Commune de Laval, il a souvent l'occasion de combattre les mesures révolutionnaires proposées par quelques-uns de ses collègues ceux qui appartiennent au parti jacobin.
Au mois de septembre 1792, les électeurs, réunis à Laval pour nommer les députés à la Convention nationale, confirment Enjubault de la Roche dans ses fonctions de président du tribunal du district et le nomment l'un des deux hauts jurés qui doivient être élus chaque année pour le service de la Haute-Cour nationale, au cas où elle se réunirait.
Les électeurs le confirment, le 3 décembre 1792, dans ses fonctions de juge et le désignent comme membre de la Haute-Cour nationale. La famille Enjubault gouverne Laval.
«  « Le père est président du tribunal, écrivent ses ennemis à François Chabot ; son fils est procureur syndic du département ; le frère du premier et l'oncle du deuxième est à la tête de la gendarmerie ; le cousin Sourdille, dit La Valette, est procureur syndic du district et chargé de ce qui regarde les émigrés. Ces quatre hommes font la pluie et le beau temps dans ce pays ». »
Son fils aîné, René-Pierre Enjubault de la Roche, se voit confier par les électeurs les importantes fonctions de procureur-général-syndic du département; son frère, Jean-Baptiste-François Enjubault-Bouessay, est nommé capitaine de la gendarmerie nationale ; enfin, son neveu, Sourdille de La Valette est procureur-syndic du district.

### Fin de laConvention girondine
Le 6 juin 1793, la nouvelle des Journées du 31 mai et du 2 juin 1793 parvint à Laval. L'attentat commis contre la Convention nationale par les Jacobins qui, à la tête des sections armées, avaient forcé cette Assemblée à prononcer la mise en accusation de trente-deux de ses membres, excite l'indignation de tous.  Le lendemain, une réunion extraordinaire, à laquelle assistèrent les membres du directoire du district et de la municipalité de Laval, eut lieu dans la salle des délibérations du directoire du département. Des commissaires, au nombre desquels se trouvait Enjubault de la Roche, furent chargés de se rendre dans les sections pour instruire le peuple des derniers événements et le consulter sur les mesures qu'il conviendrait de prendre dans les circonstances présentes. Dans une seconde séance, tenue le même jour, et dans celles qui suivirent, il fut pris divers arrêtés en vue de favoriser un soulèvement qui s'étendait déjà dans tous les départements de Normandie et de Bretagne, et pour la formation d'un bataillon de volontaires pour les Insurrections fédéralistes. René Enjubault de la Roche participa à tous ces arrêtés et embrassa avec ardeur la cause des députés proscrits. 
A la tête de toutes les administrations, les Enjubault entraînèrent au mouvement fédéraliste dont l'échec amena leur perte.
Le séjour à Laval des troupes républicaines et des deux conventionnels du Maine-et-Loire Pierre-Marie Delaunay et Jacques Dandenac avaient empêché la réunion des citoyens qui s'étaient fait inscrire pour former le bataillon de la Force départementale, de s'effectuer au jour indiqué, le 7 juin 1793.
Le 29 juin 1793, René Enjubault de la Roche était nommé l'un des deux commissaires chargés de procéder à l'organisation du bataillon de la Force départementale de la Mayenne, qui dut partir, le 4 juillet, pour Caen où se réunissaient également les volontaires fournis par les départements bretons.
Le 1er juillet, les administrateurs de Laval nommaient encore deux commissaires, dont René Enjubault de la Roche à l'effet de procéder à l'examen des décrets rendus par la Convention depuis le 31 mai et de retenir ceux qui paraîtraient de nature à contrarier les vues que les circonstances avaient obligé la majorité des départements d'adopter.
Les Assemblées primaires de la ville de Laval, réunies seulement le 22 juillet, acceptèrent la Constitution du 6 messidor an I. Le lendemain, 23, les corps constitués prirent un arrêté constatant cette acceptation et contenant la rétractation exigée par le décret du 26 juin. Dès lors, la Convention montagnarde était partout victorieuse. Des députés, choisis parmi ceux qui siégeaient sur les bancs de la Montagne, étaient déjà désignés pour aller dans les départements rétablir son autorité, et exercer son autorité. Les persécutions contre Enjubault de la Roche et son entourage commencent.

### Persécutions
Le 10 septembre, le commandant de la force armée de Laval, se disant porteur d'un ordre du général Jean-Michel Beysser, s'était présenté au domicile de René-Pierre Enjubault de la Roche  pour procéder à son arrestation. 
Enjubault de la Roche, devant le danger couru par René-Pierre Enjubault de la Roche, son fils unique, s'adresse alors à la fois à Bertrand Barère et à François-Joachim Esnue-Lavallée et Didier Thirion deux lettres dans lesquelles il explique la conduite de son fils et la sienne. Elles demeurent sans réponses. 
Il eut beau signer une rétractation, écrire à Bertrand Barère, membre du Comité de salut public, son ancien ami, le 30 août 1793 et le 16 septembre 1793 à Didier Thirion  et à François-Joachim Esnue-Lavallée pour justifier sa conduite et celle de son fils : « Je vous rappelle avec complaisance, dit-il, que le premier retour à l'ordre a été provoqué par moi de concert avec mon fils, dès le 13 juin 1793, et qu'il a été adopté sans réclamation ; » rien ne put détourner de sa tête la vengeance des Jacobins.
François-Joachim Esnue-Lavallée et Didier Thirion arrivèrent à Laval. Seul de tous les administrateurs compromis, Enjubault était resté à son poste. Enjubault les rencontre. L'entrevue ne lui est pas favorable et le jour même, 1er octobre 1793, il adresse aux deux députés sa démission de président du tribunal. Les Conventionnels n'en tiennent aucun compte, et par deux arrêtés, en date du 3 octobre 1793, destituent Enjubault, et comme magistrat, et comme membre du Conseil général de la commune.  Esnue-Lavallée et Thirion créaient, répondant au vœu de la société populaire, dans les premiers jours d'octobre 1793, un comité de surveillance générale du district, qui deviendra le Comité révolutionnaire de Laval, dans lequel plusieurs d'entre eux pouvaient être considérés comme les ennemis personnels d'Enjubault.
Dès lors, Enjubault se trouvait placé, par le fait même de sa destitution, dans la catégorie de ceux qui pouvaient d'un instant à l'autre être mis en prison, vivant dans la crainte de la guillotine. 
Cédant aux conseils de ses amis, il consent à prendre la fuite et à aller chercher un asile chez des amis. Il quitte Laval et se rend en Ille-et-Vilaine à Corps-Nuds, où il rencontre sans doute Jacques Defermon, qui mettra en accusation à la Convention Esnue-Lavallée lors d'un discours pendant la réaction thermidorienne. Le comité révolutionnaire lança, le 1er janvier 1794, un décret d'arrestation contre Enjubault.
Le 20 octobre 1793, son frère, Jean-Baptiste-François Enjubault-Bouessay, capitaine de la gendarmerie nationale de la Mayenne, à la tête de laquelle il venait de combattre en Vendée dans les armées républicaines, est arrêté par ordre du Comité révolutionnaire de Laval.
Lors de la Virée de Galerne, les Vendéens envahissent Laval le 22 octobre. Ils en repartirent le 1er novembre. Les propriétés d'Enjubault, protégées par le prince de Talmont, général de la cavalerie vendéenne, avaient été respectées. Enjubault craignait, s'il ne se représentait à Laval, d'être considéré comme le complice des royalistes.

### Arrestation
Suivant Jacques Defermon, Enjubault n'aurait été arrêté que par une sorte de trahison de François Joachim Esnue-Lavallée :
- Enjubault ne pouvait tenter le voyage vers Laval avant d'avoir obtenu des conventionnels un sauf-conduit. Persistant à croire à la loyauté d'Esnue-Lavallée, il résolut de se livrer à lui, espérant qu'en souvenir de leurs anciennes relations, celui-ci ne lui refuserait pas les moyens de rentrer à son domicile sans courir le risque d'être arrêté aussitôt. Il quitta sa retraite et vint se placer sur la route du conventionnel qui lui fit bon accueil. Esnue-Lavallée invita même Enjubault à monter dans sa voiture et à l'accompagner à Rennes où il ferait régulariser sa situation, mais en arrivant en cette ville il le fit jeter en prison[1].

Le prisonnier croyait encore à la justice révolutionnaire. Il en appela au tribunal de Paris. Plusieurs mois s'écoulèrent sans qu'Enjubault pût obtenir d'être jugé. Les lettres qu'il adressa aux comités de la Convention pour demander que l'on hâtât son jugement demeurèrent sans réponses. 
Le retour des Vendéens qui traversaient Laval pour la troisième fois après la Bataille du Mans ne permettait pas au Comité révolutionnaire de Laval d'entrer aussitôt en fonctions. Ses membres, encore une fois dispersés, se réunissaient seulement le 12 nivôse. Ils s'empressaient alors de confirmer les arrestations précédemment ordonnées et de prescrire à leur tour de très nombreuses incarcérations de suspects, au nombre desquels se trouvent des proches d'Enjubault de la Roche, soupçonnées d'avoir des intelligences avec leurs parents fédéralistes. Il envoie aussi une lettre à Esnue-Lavallée pour autoriser le transfert à Laval de son prisonnier.

### Emprisonnement
Esnue-Lavallée, craignant qu'Enjubault comme le prince de Talmont ne soit atteint du typhus ordonne son transfert à Laval le 6 pluviôse an II dans la soirée. 
| Lettre adressée par Esnue-Lavallée au Comité révolutionnaire de Laval du 6 pluviôse an II, de Rennes.... Esnue-Lavallée, représentant du peuple dans les départements de l'Ouest et du Centre, Aux citoyens composant le Comité révolutionnaire de Laval, « Citoyens, « Je viens d'envoyer à la Commission militaire l'ex-prince de Talmont; j'envoie également à Laval à la Commission militaire Enjubault-la-Roche afin qu'il soit jugé. Je vous engage à donner à cette dernière Commission toutes les instructions et les renseignements nécessaires relatifs à Enjubault. Vous voudrez bien, sitôt l'exécution de Talmont, faire attacher sa tête au bout d'une pique et la faire placer de suite sur la principale porte du ci-devant château de Laval pour épouvanter les royalistes et fédéralistes dont vous êtes environnés. Voudrez-vous bien aussi faire les mêmes honneurs à la tête d'Enjubault-Ia-Roche, si ce fameux fédéraliste est condamné à la peine de mort? « Du courage, de l'activité, de l'énergie, les aristocrates trembleront et ça ira. Vive la République ! « Salut et fraternité. « Votre concitoyen, « ESNUE-LAVALLÉE. « P.-S. — Accélérez par vos sollicitudes le jugement d'Enjubault, afin que, s'il subit la peine de mort, il soit exécuté en même temps que Talmont; l'agent et le seigneur feront le pendant. Talmont sera sûrement jugé demain et conduit à Laval pour y être supplicié, ainsi faites en sorte et pressez la Commission militaire de faire prompte diligence afin qu'à l'arrivée de Talmont, Enjubault soit prêt à recevoir les mêmes honneurs. « ESNUE-LAVALLÉE. ». |

Enjubault passait le reste de la nuit dans la salle de l'auberge dite de la Grande-Maison, au milieu de l'escorte, composée de 17 gendarmes, qui l'avait amené. À sept heures du matin, les membres du Comité révolutionnaire accouraient à cette auberge et, le faisaient conduire à la maison d'arrêt de Laval. 
Ses plus proches parents étaient alors détenus comme suspects ; mais Enjubault comptait encore à Laval de nombreux amis. Ainsi Roland-François Aurat-Chauvinière, l'un d'eux, est chargé de voir les membres du Comité révolutionnaire et de leur offrir une forte somme d'argent s'ils voulaient consentir à sauver la vie d'Enjubault
Enjubault passe en jugement le 9 pluviôse an II. Il subit devant René-François Bescher, président du Comité révolutionnaire de Laval, un long interrogatoire à la suite duquel se trouve portée, sous la date du 11 pluviôse, cette mention : « Renvoyé devant la Commission militaire ».  L'espace de temps relativement long qui s'écoule entre l'arrivée d'Enjubault à Laval, le 6 pluviôse, son interrogatoire au Comité, le 9, et enfin son renvoi devant la Commission militaire, le 11 du même mois, malgré les ordres formels d'Esnue-Lavallée qui recommandait de hâter son exécution, semble avoir été le résultat de l'intervention d'amis d'Enjubault.

### Condamnation à mort
Une nouvelle lettre d'Esnue-Lavallée, en date à Rennes du 9 pluviôse et parvenue sans doute à Laval le 11, vint précipiter la condamnation à mort. La lettre vint mettre fin aux hésitations des membres du Comité qui s'empressèrent de renvoyer les deux prisonniers devant la commission militaire révolutionnaire, et prirent le lendemain, 12 pluviôse, pour faire cesser sans doute les sollicitations qui leur étaient adressées, un arrêté.
Enjubault comparut devant la commission militaire révolutionnaire le 13 pluviôse. Il conserva devant ses juges une attitude digne, se bornant à rappeler la rétractation qu'il avait faite, le 23 juillet, avec les autres administrateurs de Laval, de tous les arrêtés pris par les corps constitués depuis le 31 mai, et à demander son renvoi devant le Tribunal révolutionnaire de Paris. Il avait préparé dans sa prison un mémoire dont il voulut donner lecture, mais les juges l'interrompirent à plusieurs reprises et l'empêchèrent d'achever. Quelques instants après, ils prononcèrent contre lui la
peine de mort par le jugement suivant :
| Jugement de la commission militaire révolutionnaire du 13 pluviôse an II.... « LA LIBERTÉ OU LA MORT « Jugement de la Commission révolutionnaire provisoire établie par les représentants du peuple dans le département de la Mayenne qui condamne à mort René Enjubault-la-Roche, âgé de plus de cinquante-six ans, né à Laval et y résidant, ci-devant président du Tribunal de district et député à l'Assemblée constituante. « Séance publique tenue en la commune de Laval le 13 pluviôse an deuxième de la République française une et indivisible et le premier de la mort du tyran. « AU NOM DE LA RÉPUBLIQUE FRANÇAISE « La Commission militaire provisoire établie dans le département de la Mayenne a rendu le jugement suivant : Vu les interrogatoires, et le renvoi à ce jour de l'affaire de René Anjubault-Laroche, âgé de plus de 56 ans, né à Laval et y résidant, ci-devant président du tribunal du district, et député de l'assemblée constituante; Par lesquels interrogatoires et faits au soutien, il est prouvé, qu'ayant été agent du ci-devant duc de Talmont, demeurant en son château, en cette commune, il tenait sous le joug de l'oppression le peuple qu'il a capté jusqu'à ce jour au point d'avoir toujours eu des places et fonctions publiques depuis le commencement de la révolution; qu'en ces dispositions il a trahi la chose publique et notamment lors du fédéralisme dont il était l'un des plus redoutables meneurs, au point d'avoir été nommé lors, par les corps constitués de Laval, réviseur des décrets de la Convention nationale depuis les 31 mai, 1er et 2 juin derniers; qu'il a, comme ses collègues en fédéralisme, fait partir de ces murs et de ceux de Mayenne un nombre considérable de citoyens par lui séduits et égarés et dirigés par le Calvados contre la représentation nationale, dont quelques membres traités de proconsuls et la Commune de Paris par lui traitée de faction audacieuse ; d'avoir, comme réviseur desdits décrets de la Convention, soustrait à la promulgation le décret du 27 juin envoyé par le courrier extraordinaire et portant ordre aux citoyens qui avaient fédéralisé de se rétracter en trois jours à peine d'être traités de traîtres à la patrie, et ne l'avoir mis au jour que le 23 juillet où les fonctionnaires perfides furent comme forcés par le peuple d'accepter la Constitution républicaine, et à cette époque fait une rétractation quelconque; d'avoir, lors de sa destitution de président du Tribunal et notable de la municipalité, fui en les communes, faisant partie de la contrée des brigands connus sous le nom de Chouans, où il fut saisi par ordre du représentant du peuple Esnue-Lavallée et conduit dans les prisons de Rennes, d'où, pour exemple éclatant, il a été traduit dans celles du lieu de sa naissance pour y être jugé révolutionnairement; qu'enfin, étant violemment soupçonné d'avoir eu des intelligences criminelles avec les royalistes et les infâmes brigands de la Vendée que le fédéralisme a attirés dans ce département, la Commission révolutionnaire l'a regardé comme l'ennemi le plus redoutable de la Patrie. . Le républicain Volcler, accusateur public, entendu en ses conclusions, la commission révolutionnaire condamne à la peine de mort le nommé René Anjubault Laroche, comme agent du ci-devant duc de Talmont, chef des brigands, comme ayant conspiré contre la souveraineté du peuple, l'unité et l'indivisibilité de la République, comme complice et adhérent des brigands de la Vendée et le fauteur des Chouans un des plus déclarés ; et, en conformité de l'article 7 de la loi du 19 mars dernier, ses biens, meubles et immeubles, acquis au profit de la République ; et sera le présent jugement exécuté sur-le-champ, imprimé, publié et affiché partout où besoin sera. « Fait et prononcé à l'audience publique de la Commission révolutionnaire provisoire où étaient présents les citoyens Clément président, Faure, Marie et Pannard juges, Volcler accusateur public, qui ont signé avec le secrétaire-greffier. « A Laval, le 13 pluviôse an second de la République une et indivisible et le premier de la mort du tyran. » . |

L'exécution d'Enjubault-la-Roche suivit presque immédiatement le prononcé du jugement. Le même jour le Comité révolutionnaire ordonnait que les effets du condamné fussent distribués aux femmes indigentes et aux veuves des défenseurs de la Patrie, et ceux de Charles-Michel Jourdain, exécuté en même temps, aux gardes nationaux de Saint-Germain-le-Fouilloux qui l'avaient arrêté.
Sa tête est mise sur une pique et exposée, ainsi que celle du prince de Talmont et de Charles-Michel Jourdain au-dessus de la porte de la grille du château de Laval. Le château était converti en prison pour les suspects, où se trouvait détenue la d'Enjubault femme et sous les fenêtres mêmes de son habitation, située sur la place actuelle du Palais de justice.
Après la mort d'Enjubault, le Comité révolutionnaire de Laval essaya, mais en vain, d'obtenir le transfèrement à Laval de René-Pierre Enjubault de la Roche et de Pierre-Jean Sourdille de la Valette, tous les deux détenus en ce moment à la prison des Carmes à Paris. Les deux cousins comparurent, le 12 ventôse, devant le Tribunal révolutionnaire de Paris et furent condamnés à mort par un jugement qui reçut son exécution le même jour.
À la fin de la Commission militaire révolutionnaire du département de la Mayenne, Jean-Baptiste-François Enjubault-Bouessay remit à François Midy, accusateur public un long mémoire dont le but principal était de venger la mémoire de son frère, et celle de ses neveux. Le 5 floréal an IIII (24 avril 1795), Jean-Baptiste-François Enjubault-Bouessay, Jérôme Frin de Coméré et François Hubert, tous les trois destitués au mois de novembre 1793 par Esnue-Lavallée, vinrent apporter à la barre de la Convention une dénonciation formelle contre ce Conventionnel. L'amnistie du 4 brumaire an IV, devait mettre fin aux poursuites et rendre la liberté à tous les accusés.

## Sources
- « René Enjubault de la Roche », dans Adolphe Robert et Gaston Cougny, Dictionnaire des parlementaires français, Edgar Bourloton, 1889-1891 [détail de l’édition]
- Mémoires de la Société académique de Maine et Loire. Société académique de Maine-et-Loire. impr. de Cosnier et Lachèse (Angers). 1886 , p. 46.
- « René Enjubault de la Roche », dans Alphonse-Victor Angot et Ferdinand Gaugain, Dictionnaire historique, topographique et biographique de la Mayenne, Laval, A. Goupil, 1900-1910 [détail des éditions] (BNF 34106789, présentation en ligne)